# Dakowy Suche
Pour les articles homonymes, voir Suche.
Dakowy Suche (prononciation : [daˈkɔvɨ ˈsuxɛ], en allemand : Greifenort) est un village polonais de la gmina de Buk dans le powiat de Poznań de la voïvodie de Grande-Pologne dans le centre-ouest de la Pologne.
Il se situe à environ 8 kilomètres au sud de Buk (siège de la gmina) et à 31 kilomètres au sud-ouest de Poznań (siège du powiat et capitale régionale).

## Histoire
De 1975 à 1998, le village faisait partie du territoire de la voïvodie de Poznań.

Depuis 1999, Dakowy Suche est situé dans la voïvodie de Grande-Pologne.
Le village possède une population de 431 habitants en 2013.